# Bazyli Rudomicz

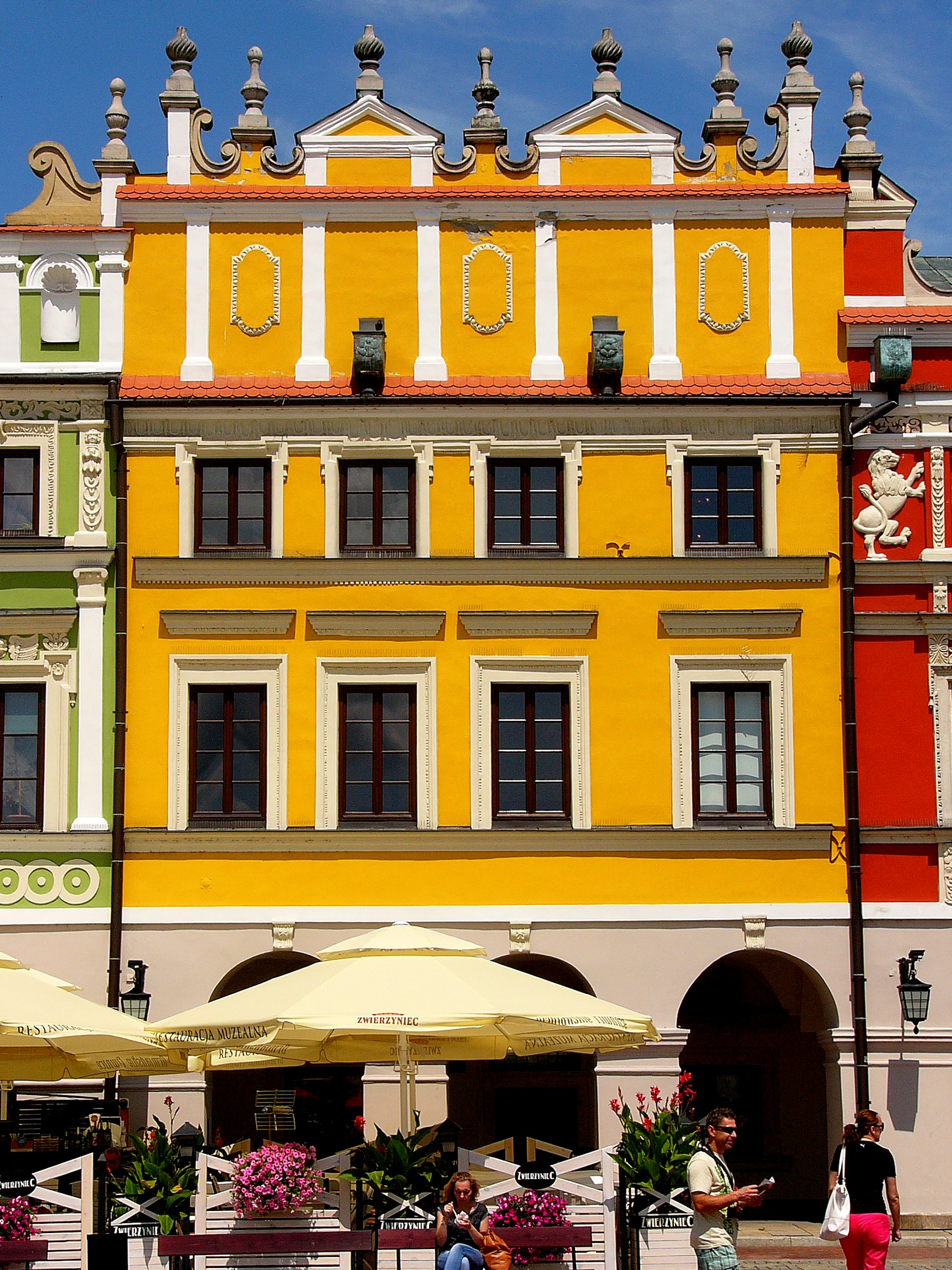
Kamienica Rudomiczowska przy Rynku Wielkim w Zamościu

Bazyli Rudomicz (ur. ok. 1620, zm. 1672 w Zamościu) – profesor i rektor Akademii Zamojskiej, prawnik, lekarz, kronikarz.

## Życiorys
Urodził się w Wilnie, gdzie ukończył szkołę cerkiewną. Następnie studiował na Akademii Zamojskiej i w roku 1644 uzyskał stopień bakałarza sztuki i filozofii. Tego roku zmienił wyznanie z prawosławia na katolicyzm. Został zatrudniony jako wykładowca w Akademii Zamojskiej. W dalszych latach uzyskał stopień doktora filozofii i obojga praw. W 1656 został wybrany rektorem Akademii Zamojskiej, był wybierany sześciokrotnie na tę funkcję. W latach 1669–1670 spisał i uporządkował zasoby Biblioteki Akademii Zamojskiej.
Najbardziej znaną pracą Bazylego Rudomicza jest dziennik pisany przez 16 ostatnich lat swojego życia lat w języku łacińskim.
Bazyli Rudomicz zmarł w Zamościu w 1672 roku.